# Bosnyák utca
A Bosnyák utca Budapest XIV. kerületének egyik mellékutcája. A Róna utca és a Nagy Lajos király útja illetve a Lőcsei út és a Rákospatak utca között húzódik.

## Története
Hivatalosan 1896-ban kapta nevét, ekkor a VII. kerülethez tartozott. 1935. június 15-én az újonnan létrehozott XIV. kerület része lett. A Róna utca és a Nagy Lajos király útja között Kiszugló, a Lőcsei út és a Rákospatak utca között Alsórákos városrészhez tartozik. A Bosnyák térnél közel 250 méteren megszakad az utca folytonossága. 1965 és 1991 között a Lőcsei út és a Rákospatak utca közötti szakaszán működött a főváros nagybani piaca, amire a kiszélesített utca emlékeztet. Azóta a Bosnyák térhez közeli részén hetente kétszer tart vásárokat a XIV. kerületi önkormányzat.

### Híres lakói
- Komjáthy Béla (1847–1916) ügyvéd, politikus, országgyűlési képviselő (11.)
- Mezőfi Vilmos (1870–1947) újságíró, politikus (1/b)
- Sima Sándor (?–?) díszkovácsmester (22.)
- Tóásó Pál (1870–1927) építész (1/b)

## Épületei
1/a – Zuglói vasalóház (Róna utca 141.)
1913–14-ben épült bérház Benedek Dezső tervei alapján. A legenda szerint a Róna utcai homlokzat felső ablaksorába a Nemzeti Színház első épületének bontásából megmentett nyílászárókat építettek be. A ház földszintjén működött az Őrangyal patika, amelynek tulajdonosa Harsányi Károly volt. 1948-ig fia Harsányi János (1920–2000) is itt dolgozott gyógyszerészként. Majd az államosítás előtt eladta a gyógyszertárat és külföldre távozott. 1994-ben közgazdasági Nobel-díjat kapott. 2006 óta emléktábla is őrzi az emlékét a ház falán.
1/b – Villa
Az 1900-as évek elején építette Tóásó Pál (1870–1927) a saját tervei alapján. Később Mezőfi Vilmos (1870–1947) újságíró, politikus volt a villa tulajdonosa.
3. – egykori Makrapipa vendéglő
1889-ben épült Ágócs János megbízásából, Jellinek János építőmester kivitelezésével. Makrapipa elnevezését pedig egy Makra nevű betyár után kapta. Több mint száz évig folyamatosan vendéglő vagy kocsma volt az épületben, de a 2000-es évek elejére egy ruházati kereskedő cég költözött az épületbe. Napjainkban a Magyar Vöröskereszt kirendeltsége működik itt.
11. – Villa
Első tulajdonosa Komjáthy Béla (1847–1916) ügyvéd, politikus, országgyűlési képviselő, aki a századfordulótól élt a villában családjával.
22. – Családi ház
Az 1920-es években épült családi házban Sima Sándor díszkovácsmester élt és alkotott.